# قره‌احمدلی
قره‌احمدلی (به ترکی آذربایجانی: Karaakhmedli) یک منطقهٔ مسکونی در جمهوری آذربایجان است که در شهرستان نفت‌چاله واقع شده‌است.